# Austru (vânt)
Austru (din latină auster : vânt de sud) este un vânt teritorial cald și uscat în România din zona Banat, Oltenia și Muntenia. Suflă ca un föhn din direcția sud-vest. Vara este mai ales secetos și păgubitor pentru culturi iar iarna bogat în ploaie și zăpadă. Dacă iarna suflă câteva zile, umiditatea scade sub 40% și asigură un cer fără nori. Prin radiarea căldurii provoacă frig și îngheț. Austrul suflă în București în jur de 80 de zile pe an și, prin urmare, este mai puțin frecvent decât crivățul rece.